# Päpstliches Maronitisches Kolleg
Das Päpstliche Maronitische Kolleg (lateinisch Pontificium Collegium Maronitium; italienisch Pontificio Collegio Maronita; englisch Maronite College) in Rom ist ein Päpstliches Kolleg für Seminaristen der Maronitisch-Syrischen Kirche von Antiochien und Priester aus arabisch sprechenden Ländern.

## Geschichte
Die Gründung geht auf den Maronitischen Patriarchen von Antiochien und des ganzen Orients Michel I. Rizzi (1567–1581) zurück. Er hatte 1568 bei Papst Pius V. (1566–1572) beantragt eine Schule für Priesteramtskandidaten der Maronitischen Kirche in Rom zu errichten. Sie sollten in Rom katholische Theologie studieren, damit sie in ihren Heimatländern der Maronitischen Kirche dienen konnten. Nach einer schwierigen Anlaufphase kamen 1579 die ersten Studenten, die zunächst in der Schule der Neugetauften (Neophyten) in Rom untergebracht wurden. Die Zahl der Studenten stieg in den Jahren 1581/82 an und am 9. Februar 1582 eröffnete Papst Gregor XIII. (1572–1585) ein Gästehaus für die Maroniten und unterstützte sie mit einer monatlichen Zahlung von 200 Dukaten. Durch die Fürsprache von Kardinal Antonio Carafa (1538–1591) wurde das Gästehaus am 5. Juli 1584 in das Päpstliche Maronitische Kolleg umgewandelt. Es wurde weiterhin von Gregor XIII. und Papst Sixtus V. (1585–1590) finanziell unterstützt, Kardinal Carafa wurde Schirmherr des Kollegs. In seiner Bestätigungsbulle schrieb Gregor XIII.:

„Ich hoffe, dass die Schüler dieser Schule, nachdem sie in Frömmigkeit in der wahren Religion ausgebildet wurden und die Sitten und Lehren der römischen Kirche erfahren haben, in das Land der Zedern Libanon und in ihre Gemeinden zurückkehren und den Glauben Gottes erneuern werden […]

Deshalb schaffen wir, in voller Kenntnis des Sachverhaltes und aufgrund unserer apostolischen Autorität, das maronitische Kolleg […]“

## Förderung der syrischen Sprache
Die Studenten übernahmen seit 1585 Übersetzungen liturgischer Bücher in die syrische Sprache, die in Rom veröffentlicht wurden. 1592 wurde das erste Messbuch in syrischer Sprache veröffentlicht, im Anhang war das Leben des heiligen Maron niedergeschrieben. Papst Innozenz X. (1644–1655) gründete ein weiteres Maronitisches Kolleg in Ravenna, dieses wurde 1665 an das Kolleg in Rom angeschlossen. Nach der Französischen Revolution wurde 1799 das römische Kolleg der Congregatio de Propaganda Fide zugeordnet und verlor seine Eigenständigkeit.

## Christentum im Libanon
Die Gründung des maronitischen Kollegs und die dort ausgebildeten Priester führten zu einer Belebung des Christentums im Libanon. Mit den neuen Geistlichen kamen auch westliche Ordensgemeinschaften in den Nahen Osten. 1626 kamen die Kapuziner, es folgten 1635 die Karmeliten und 1656 siedelten sich die ersten Jesuiten an. Die Ordenspriester und Mönche errichteten Schulen und Hochschulen, sie bauten Kirchen und gründeten neue Kirchengemeinden. Mit den maronitischen Priestern erlebte das Christentum im Libanon eine Renaissance und spielte eine bedeutende Rolle im Nahen Osten.

## Wiederaufbau
Erzbischof  Elias Peter Howayek (1899–1931), der frühere Titularerzbischof von Arca in Armenia, Weihbischof und Patriarchalvikar im maronitischen Patriarchat von Antiochien, reiste 1890 nach Rom. Sein Anliegen war es, das 1799 durch die Napoleonische Herrschaft zerstörte maronitische Kolleg wieder aufzubauen. Er besuchte Papst Leo XIII. (1878–1903) und trug diesem seine Pläne vor. Mit der Fürsprache des Papstes begab sich Howayek auf eine Spendentour und sammelte zum Beispiel in Frankreich, Österreich, Italien, Jerusalem, Alexandria, Libanon und der Türkei Geld für einen Wiederaufbau. 1893 kam er wieder nach Rom und besuchte Leo XIII. erneut. Mit dessen Unterstützung und dem gesammelten Geld kaufte er am 17. August 1893 ein Gebäude an der Via Porta Pinciana in Rom. Am 1. Januar 1894 wurde mit zwölf Seminaristen das neue Kolleg eröffnet. In den Folgejahren besuchte er mehrere Male das Kolleg, um den Fortschritt des Ausbaus und die Lehrtätigkeit zu beobachten. Schließlich konnte Papst Pius X. (1903–1914) am 7. Februar 1904 das Kolleg feierlich wiedereröffnen.

## Persönlichkeiten
(Auswahl)
- George Amira († 1641), von 1633 bis 1641 Maronitischer Patriarch und einer der ersten Seminaristen[2]
- Estephane Boutros El Douaihy (1630–1704), Patriarch von 1670 bis 1704
- Giuseppe Simone Assemani (1687–1768), Theologe, Orientalist und Liturgiker
- Josef VII. Taja (1796–1808), Patriarch[3]
- Isaac de Schadrê, Professor
- Gabriel Siouni[4] († 1648), Professor und Übersetzer
- Abraham von Hekel[5] († 1664), Professor und Übersetzer
- Stefano Evodio Assemani (1707–1782), Orientalist
- Giuseppe Luigi Assemani (1710–1782), Priester, Orientalist und Liturgiker